# Новомейский, Моисей Абрамович
Моисей (Моше) Абрамович Новомейский (25 ноября 1873, c. Баргузин, Забайкальская область, Российская империя — 27 марта 1961, Париж, Франция) — горный инженер, общественный деятель Сибири, основатель первого химического предприятия на Мёртвом море.

## Биография

### В России
Дед Моисея Абрамовича — Хаим Хайкель Новомейский, был сослан в Сибирь в первой половине XIX века. В первые годы своей Баргузинской жизни семья не могла выбиться из нужды. Постепенно материальное положение семьи упрочилось. Торговля рыбой дала средства не только на прокорм семьи, но и на обучение сына, Абрама, родившегося в Баргузине. Сын унаследовал энергию матери и уже в 15 лет занялся подвозом провианта и снаряжения на открывшиеся рудники. Со временем Абрам взялся за горное дело, сначала на арендуемом участке, а потом на делянках, приобретённых у покинувших Сибирь золотоискателей. После смерти Михаила Кюхельбекера его дом был приобретён Новомейскими; именно в этом доме, 25 ноября 1873 года и родился Моисей.
К гимназии мальчика подготовил один из ссыльных революционеров, обучавший его старших сестер. В одиннадцать лет Моисей уехал в Иркутское техническое училище, он был первым из шести детей Абрама Хайкелевича, покинувшим отчий дом. Отец, в это время уже ставший купцом I гильдии, мечтал, чтобы его старший сын стал горным инженером, поэтому после окончания училища Моисей продолжил учёбу в Рудной академии в Клаустале (Германия), которую окончил в 1898 году и получил диплом горного инженера.
Вернувшись домой в Забайкалье, он построил в деревне Алга фабрику для добычи и очистки глауберовой соли, доставил из Англии на реку Ципикан первую в Восточной Сибири драгу для добычи золота.
Детство, проведённое среди ссыльных революционеров, повлияло на становление характера и мировоззрения Новомейского. С молодых лет он был связан с русским революционным движением.
16-17 марта 1905 года в Санкт-Петербурге был арестован весь состав боевой организации ПСР (всего было арестовано 16 человек), подготавливавшей ряд покушений. Среди прочих был арестован и Новомейский, про которого полиции по агентурным данным было известно, что он был знаком с П. С. Ивановской и обещал ей оказывать содействие боевой организации. Новомейский несколько месяцев находился в заключении сначала в Петропавловской крепости, а затем в Крестах, пока осенью 1905 года не был выпущен на свободу по амнистии, последовавшей за манифестом 17 октября.
В 1907—1913 годы Новомейский посвятил строительству фабрики по добыче минеральных солей в Минусинском уезде.
Ещё задолго до революции Новомейский впервые заинтересовался химическим потенциалом Мёртвого моря, а в 1911 году провёл первые исследования вод Мёртвого моря и снова вернулся в Россию.
Во время Первой мировой войны Новомейский участвовал в оказании помощи еврейским беженцам в Сибири. В 1918—1920 годы Новомейский был председателем Национального совета евреев Сибири и Урала, а также Сионистской организации Сибири. В 1919—1920 годах Новомейский сотрудничал в еженедельнике «Еврейская жизнь» (Иркутск).

### В Израиле
Гражданская война разделила семью на две части: Моисей с матерью и двумя сёстрами в 1920 году уехал в Палестину, где занялся реализацией своих планов в области промышленной эксплуатации Мёртвого моря, а его старшая сестра и братья покинули Баргузин, но остались в России.
В течение нескольких лет Новомейский добивался получения концессии на добычу брома и поташа из вод Мёртвого моря. Восемь лет ему пришлось добиваться концессии. Английские власти всячески противились выдаче концессии еврею. Раздавались даже голоса, утверждавшие, что с помощью русских евреев большевики намерены прибрать к рукам Палестину. В 1929 г., после продолжительной борьбы с британскими властями, отказывавшимися способствовать развитию еврейской промышленности в Эрец-Исраэль, Новомейский получил концессию на добычу брома и поташа из вод Мёртвого моря совместно с англичанином майором Таллоком. В том же году на севере Мёртвого моря была основана Палестинская поташная компания. В 1934 г. на юге Мёртвого моря, в Сдоме, был основан второй завод компании.
В Эрец-Исраэль Новомейский занимался также общественной деятельностью. Был казначеем Хаганы, участвовал в основании Палестинского экономического общества для изучения экономических проблем страны. Новомейский интересовался арабским вопросом, установил личные отношения с трансиорданскими правящими кругами, участвовал в контактах с арабскими лидерами в Эрец-Исраэль.
Последний раз посетить Россию и повидать родных Моисей Абрамович сумел в 1936 г., побывав в гостях в Москве у своей сестры М. А. Цукасовой.
В самом конце Второй мировой войны Новомейский разработал проект расширения производства путём создания сети плотин, в результате чего южная часть моря-озера должна была превратиться в огромный изолированный бассейн, предназначенный для осуществления процесса испарения и оседания солей. Это повысило бы рентабельность производства.
Вторая мировая война не повлияла на налаженное хозяйство, и уже в 1947 году комбинат на Мёртвом море занял второе место по выпуску брома в мире.
Во время Войны за Независимость Израиля северное предприятие было занято трансиорданским Арабским легионом и полностью разрушено, в то время как южный завод остался на территории Израиля, но для восстановления его нормального функционирования требовались значительные капиталовложения. Попытки Новомейского собрать капитал для восстановления предприятия не увенчались успехом, он покинул Израиль и перебрался вместе с женой в Париж к своему тестю И. Найдичу. В 1952 г. на базе южного завода была основана новая компания — «Предприятия Мёртвого моря», большинство акций которой принадлежат государству.
Умер Моше Новомейский 27 марта 1961 г. в Париже, а прах его покоится на кладбище «Трумпельдор» в Тель-Авиве недалеко от могилы его матери, Хаи Руфовны.
Новомейский — автор воспоминаний, большая часть которых написана в оригинале по-русски: «Моя сибирская жизнь» (1956, английский язык) и «Назначены для соли» (1958, английский язык;); оба тома вышли также на иврите под названием «От Байкала до Мёртвого моря» (1958; сокращенный русский перевод вышел в иерусалимском издательстве «Библиотека-Алия» в 1979 г.).

## Семья
- Отец — Новомейский Абрам Хайкелевич (1853—1916, Баргузин, Забайкальская область, Российская империя). Золотопромышленник, купец 1 гильдии.
- Мать — Новомейская (Левитина) Хая Руфовна (1854,Баргузин, Забайкальская область, Российская империя) — 1926, Тель-Авив, Палестина).
- Сестра — Цукасова Мария Абрамовна (1870, Баргузин, Забайкальская область, Российская империя — 1943, Москва). Социал-демократ в Иркутске, в советское время — работник Наркомпроса.
- Сестра — Каминер Ревекка Абрамовна (1872, Баргузин, Забайкальская область, Российская империя — 1951, Тель-Авив, Израиль).
- Брат — Новомейский Ефим Абрамович (1875, Баргузин, Забайкальская область, Российская империя — 1943, Ташкент). Золотопромышленник, в советское время — служащий.
- Брат — Новомейский Семён Абрамович (1877, Баргузин, Забайкальская область, Российская империя — 1947, Куйбышев). Золотопромышленник, гласный Читинской городской думы и Читинского областного земского собрания, в советское время — бухгалтер.
- Сестра — Мандельберг, Агния (Ага) Абрамовна (1881, Баргузин, Забайкальская область, Российская империя — 1938, Тель-Авив, Палестина), жена Виктора Евсеевича Мандельберга.

## Сочинения
- M.A. Novomeysky. The Dead Sea: a storehouse of chemicals. 1936.
- M.A. Novomeysky. The truth about the Dead sea concession. 1950.
- M.A. Novomeysky. My Siberian life. London, 1956.
- M.A. Novomeysky. Given to Salt. London, 1958.
- М. Новомейский. От Байкала до Мертвого моря Архивная копия от 27 апреля 2010 на Wayback Machine, Иерусалим, 1979 г.